# Mörlialp
Mörlialp est une petite station de ski, située sur le territoire de la commune de Giswil, dans le canton d'Obwald, en Suisse.

## Domaine skiable
Le domaine est desservi par des remontées mécaniques relativement âgées. Un télésiège 3-places part du centre de la station. De son arrivée à 1 540 m d'altitude, part le téléski Alpoglen-Alpoglerberg reliant le sommet du domaine. Ces deux implantations desservent l'essentiel du domaine et les seules pistes ayant plus de 200 m de dénivelé. Excentré, un autre téléski dessert une piste rouge. Au centre de la station se trouvent encore deux téléskis plus courts, ainsi que deux téléskis pour débutants et un tapis-magique.
Le domaine skiable permet une vue directe sur le lac de Sarnen voisin. La saison hivernale commence généralement à la mi-décembre et se termine à la mi-mars. Il est possible d'y pratiquer le ski nocturne ainsi que la luge nocturne, les vendredis et samedis soir entre 19 h et 21 h avec le télésiège et un téléski, sur 3 pistes.
La station est membre du regroupement de stations de Schneepass Zentralschweiz. Elle coopère aussi avec les stations voisines de Hasliberg et Melchsee-Frutt au travers de prix réduits sur leurs forfaits journée, pour les détenteurs de forfaits saison.
Une piste de ski de fond gratuite est accessible à la station.